# Hewlett-Packard 9100A

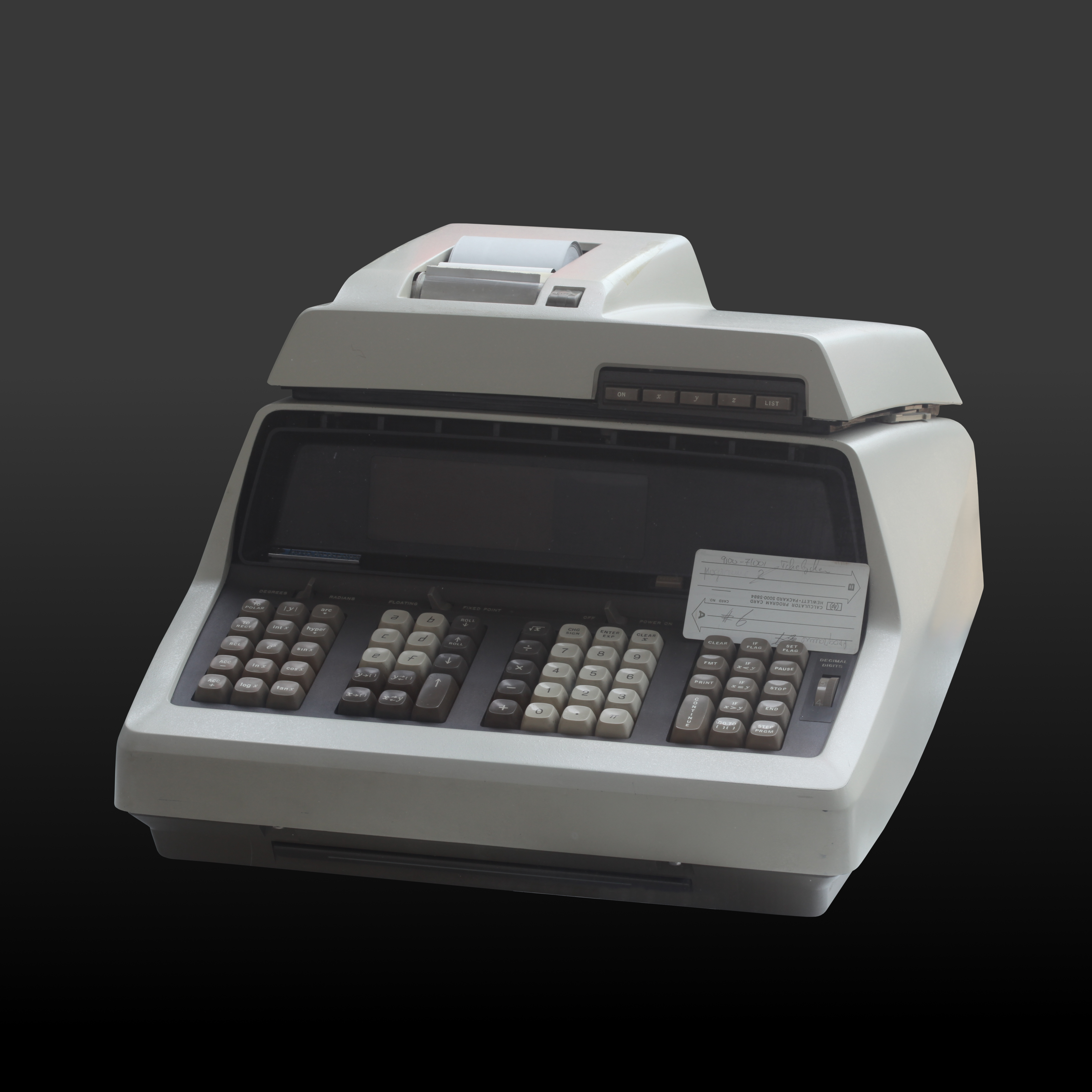
"El nou computador personal Hewlett-Packard 9100A" està "preparat, disposat i capaç... d'alleujar-vos l'espera per accedir al computador gran".

La Hewlett-Packard 9100A (hp 9100A) és una de les primeres calculadores programables (o computador), apareguda per primera vegada el 1968. HP la va anomenar calculadora d'escriptori perquè, com va dir Bill Hewlett:
"Si l'haguéssim anomenat computador, els gurus dels grans sistemes dels nostres clients l'haurien rebutjat perquè no semblava un IBM. Per tant, vam decidir anomenar-la calculadora, i totes aquestes tonteries van desaparèixer." 
Un anunci de la 9100A a la revista Science de 1968 conté un primer ús documentat (a partir del 2000) de la frase "computador personal".

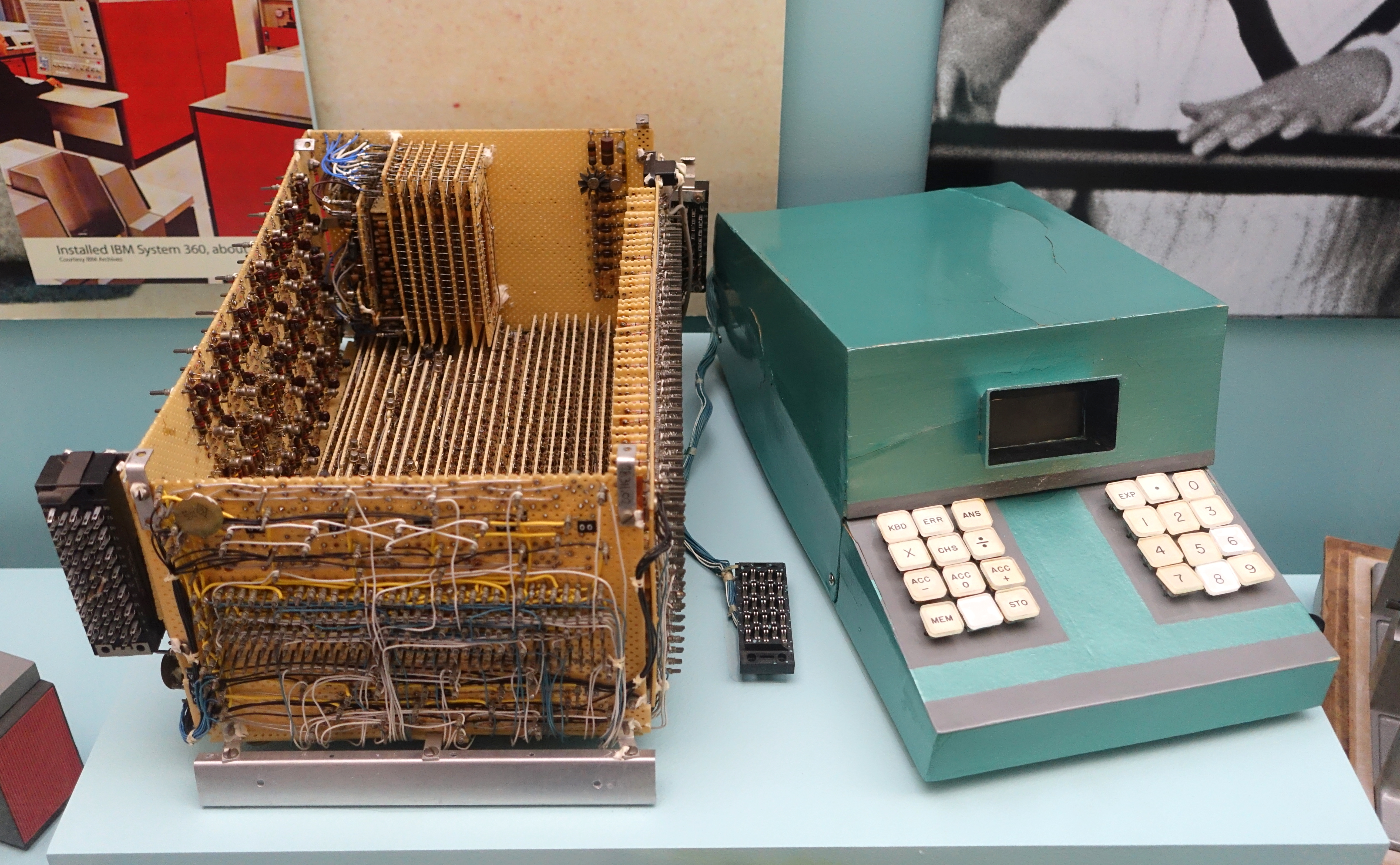
Prototip de calculadora electrònica, fet per Thomas E. Osborne per a Hewlett-Packard, 1964, al Museu Nacional d'Història dels Estats Units

## Descripció
La unitat descendia d'un prototip produït per l'enginyer Thomas "Tom" E. Osborne, que es va incorporar a la companyia quan HP va decidir adoptar el projecte.
Un triomf de l'enginyeria d'aquella època, el circuit lògic es va construir sense cap circuit integrat, el muntatge de la CPU es va fer completament amb components discrets. Amb un tub de raig catòdics, emmagatzematge de targetes magnètiques i una impressora matricial, el preu era d'uns 5.000 dòlars (39,000 dòlars d'avui dia).

## Història
La 9100A va ser la primera calculadora científica segons la definició moderna, és a dir, capaç de funcions trigonomètriques, logarítmiques (log/ln) i exponencials, i va ser el començament de la llarga història de Hewlett-Packard en utilitzar l'entrada de notació polonesa inversa (RPN) a les seves calculadores.
A causa de les similituds de les màquines, Hewlett-Packard va rebre l'ordre d'inde,nitzar amb uns 900.000 dòlars en drets d'autor a Olivetti per haver copiat algunes de les solucions adoptades a la seva calculadora Programa 101, com van ser, la targeta magnètica i l'arquitectura.